# Corps cétoniques
 (octobre 2015).
Si vous disposez d'ouvrages ou d'articles de référence ou si vous connaissez des sites web de qualité traitant du thème abordé ici, merci de compléter l'article en donnant les références utiles à sa vérifiabilité et en les liant à la section « Notes et références ».

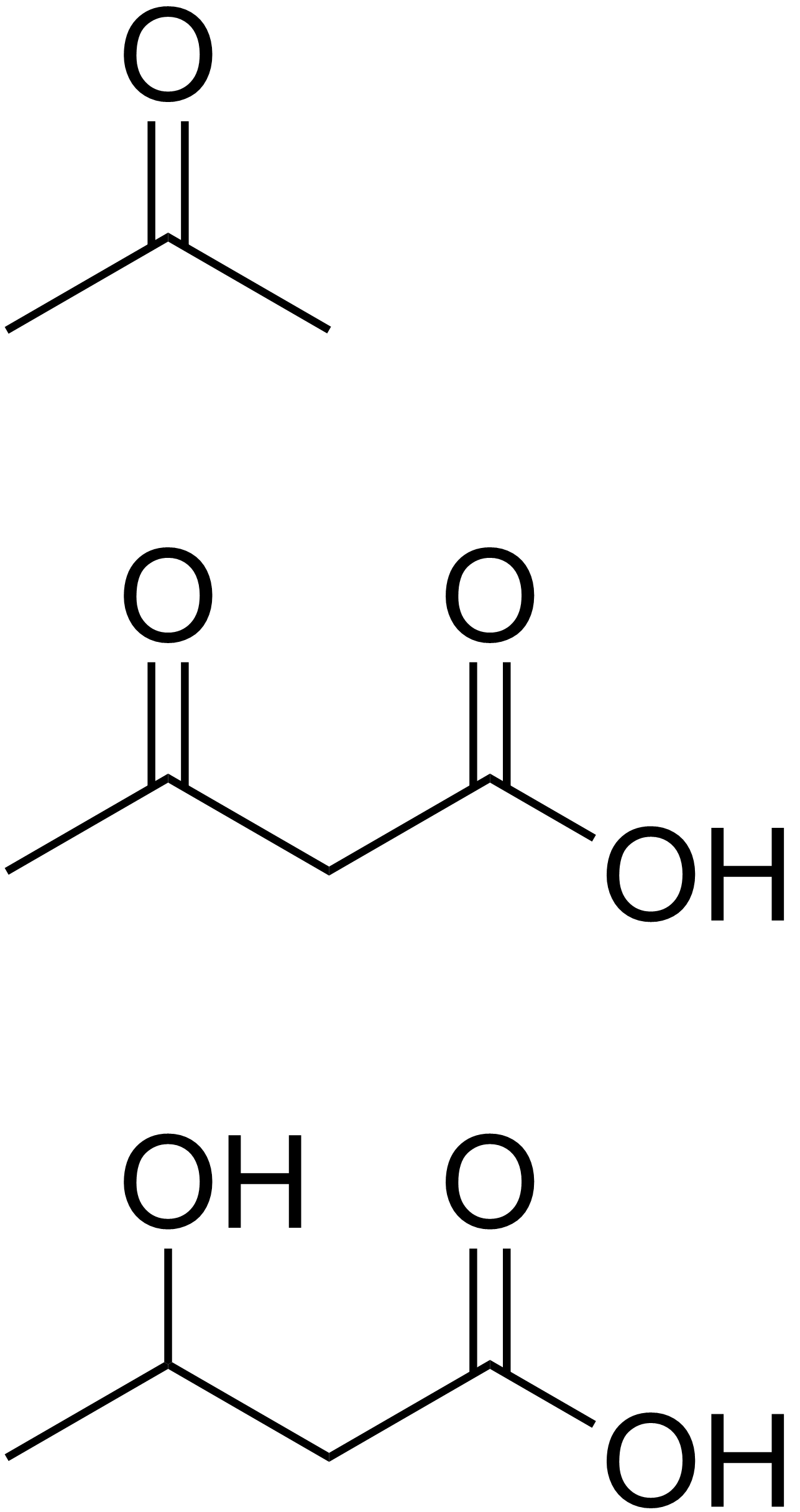
Structure de l'acétone, de l'acétylacétate et du β-D-hydroxybutyrate.

Les corps cétoniques sont trois métabolites — l'acétylacétate (H3C–CO–CH2–COO−), le β-D-hydroxybutyrate (H3C–CHOH–CH2–COO−) et l'acétone (H3C–CO–CH3) — produits par le processus de cétogenèse dans le foie. Ce sont de petites molécules liposolubles et hydrosolubles qui peuvent traverser les bicouches lipidiques par diffusion simple et mais peuvent également diffuser librement dans le sang et les tissus.
Leur production se fait à partir d'acétyl-CoA. Ce dernier peut être produit à partir de la dégradation des lipides, et plus particulièrement des acides gras, lorsque l'organisme ne dispose plus de réserves suffisantes en glucides, et notamment en glucose.
Les deux premiers corps cétoniques, l'acétoacétate et le β-D-hydroxybutyrate, sont utilisés comme sources d'énergie par le cœur et le cerveau, tandis que le troisième, l'acétone, est un produit de dégradation de l'acétylacétate dont les mesures par radiotraceurs montrent qu'elle est excrétée par l'organisme à hauteur de 2 à 30 %.
D'autres corps cétoniques peuvent également être produits dans des circonstances particulières, par exemple le  β-cétopentanoate H3C–CH2–CO–CH2–COO− et le β-hydroxypentanoate H3C–CH2–CHOH–CH2–COO− à partir d'un triglycéride synthétique comme la triheptanoïne, dont les chaînes aliphatiques possèdent un nombre impair d'atomes de carbone.

## Production (cétogénèse hépatique)
La cétogenèse a lieu dans la matrice mitochondriale de cellules du foie qu'on appelle les hépatocytes.
Le bilan chimique de la réaction de cétogénèse en période de jeûne est le suivant :
2 Acétyl-coA + [H2]O → 2 CoASH + acétoacétate
Cette cétogenèse devient importante lors de l'accumulation d'acétyl-CoA. C'est le cas par exemple lors d'une forte lipolyse avec oxydation des acides gras, ou lors de la dégradation de certains acides aminés dits cétogènes comme la phénylalanine, la leucine, la tyrosine, ou la thréonine.
Pour être oxydé, le résidu acétyle de l'acétyl-CoA peut être condensé essentiellement sur deux métabolites :
- avant tout sur de l'oxaloacétate par une citrate synthase pour donner du citrate et être oxydé par le cycle de Krebs puis la chaîne respiratoire dans les mitochondries des cellules ;
- si la concentration cellulaire en oxaloacétate est trop faible — typiquement en période de jeûne — il peut être condensé sur une autre molécule d'acétyl-CoA par l'acétyl-CoA C-acétyltransférase pour donner de l'acétoacétyl-CoA, ce qui l'oriente vers la cétogenèse dans le foie.

## Transport et consommation (cétolyse extra-hépatique)
Les corps cétoniques produits sont transportés à travers l'organisme par le sang et absorbés par les cellules cibles, qui les reconvertissent en molécules d'acétyl-CoA :
1. L'acétylacétate est tout d'abord activé sur une coenzyme A par échange avec une succinyl-CoA par la 3-oxoacide CoA-transférase — enzyme absente du foie — pour former de l'acétoacétyl-CoA.
2. L'acétoacétyl-CoA est clivée par l'acétyl-CoA acétyltransférase en deux molécules d'acétyl-CoA.

Les molécules d'acétyl-CoA ainsi formées peuvent être oxydées par le cycle de Krebs puis la chaîne respiratoire pour libérer leur énergie métabolique, ou être utilisées par les cellules du cerveau pour synthétiser des acides gras à longue chaîne, car ces derniers ne peuvent franchir la barrière hémato-encéphalique. L'apparition des corps cétoniques s'observe de manière physiologique lors du jeûne prolongé ainsi que lors de la diète cétogène, et de manière pathologique en cas de diabète de type 1 (insulino-dépendant).

## En médecine
Chez les individus sains, les corps cétoniques sont constamment produits par le foie et utilisés par les tissus extra-hépatiques. Ils sont donc naturellement présents dans le sang, à une concentration maintenue aux environs de 1 mg·dl-1. Leur excrétion urinaire est très faible et indétectable par les tests urinaires de routine.
Lorsque le taux d'utilisation des corps cétoniques est inférieur à leur taux de production par l'organisme, ils s'accumulent dans le sang : on parle de cétonémie. En période de jeûne, la concentration plasmatique en corps cétonique est plus importante qu'à l'état basal : 8 jours de jeûne peuvent multiplier par 50 la cétonémie. Lorsque leur concentration sanguine continue d'augmenter, leur excrétion urinaire devient significative et on parle de cétonurie. Le tableau général d'une cétonémie et d'une cétonurie est communément appelé cétose : l'halitose due à la présence d'acétone dans l'air expiré par les poumons est un trait caractéristique d'une cétose.
La forme grave est l'acidocétose, forme d'acidose métabolique dont les conséquences sont parfois mortelles. Cette pathologie survient typiquement chez un patient atteint de diabète de type 1, victime d'un stress physiologique — sepsis, infarctus du myocarde, infection — ou d'une administration insuffisante d'insuline. La glycémie et la cétonémie augmentent significativement et les corps cétoniques abaissent le pH du sang, ce qui provoque l'excrétion du glucose et des corps cétoniques par les reins. Il s'ensuit une diurèse osmotique du glucose qui accentue l'excrétion de l'eau et des électrolytes du sang, d'où un risque de déshydratation, de tachycardie et d'hypotension artérielle mortelles.
Des données cliniques et expérimentales montrent que les corps cétoniques ont un rôle protecteur vis-à-vis des maladies cardiovasculaires.